# صالح زعل
صالح زعل الفارسي (1955 -)، ممثل عماني.

## حياته ونشأته
ولد صالح زعل في قرية ودام الساحل عام 1955، وهي قرية ساحلية تابعة لولاية المصنعة العمانية، وعندما بلغ الخامسة من عمره هاجر برفقة أسرته إلى دولة الكويت وقد حصل على شهادة الثانوية العامة في الكويت سافر بعدها إلى القاهرة لدراسة المسرح، وقد سعى صالح زعل إلى تطوير المسرح والدراما في سلطنة عمان · وقد قدم أعمال مسرحية ودرامية كثيرة وصل نجاحها إلى منطقة الخليج العربي.
عاش فترة من حياته في دولة الكويت وفي عام 1972 عاد إلى سلطنة عمان وهناك التحق بوزارة الإعلام ثم تم تعيينة كمذيع في الإذاعة في عام 1974 كما درس في المعهد العالي للفنون المسرحية في القاهرة.

## مسيرته الفنية
يعتبر من مؤسسي الدراما العمانيه ومن الأعمدة الأساسية في مجال الفن. يعتبر أفضل فناني سلطنة عمان حيث أخذ على عاتقه تطوير وبناء ركائز الفن الحديث مع زملائه بالسلطنة من خلال ترسيخ فن المسرح والدراما. عاش فترة طفولته في الكويت إلى ان حصل على الثانوية العامة ثم ذهب إلى القاهرة مع مجموعة من زملائه لدراسة المسرح بدورة مكثفة لمدة عام كامل ليعود أكثر نضجا فيقدم مع زملائه قضايا مجتمعه في أعمال مسرحية ودرامية كثيرة وصل نجاحها إلى منطقة الخليج العربي. هو الممثل اللي تتلائم معه كل الأدوار والشخصيات
له الكثير من الأعمال الخالده أهمها (وتبقى الأرض),(اباء وأبناء),(جمعه في مهب الريح),(سعيد وسعيده),(قرائة في دفتر منسي) والكثير والكثير مثل (زينب),(درايش).
كذلك شارك في في الفوازير العمانية الرمضاينه (جحا وحماره) وهو الكوميدي الساخرالمضحك في مسرحية (دختر شايل سمك). واشتهر بشخصيه الشايب خلف في الدراما العمانية الذي احبه الكبار والصغار، فهو الحاضر في الذاكرة العمانية بموهبته الفذه وإمكانياته الفريده وطريقته الساحره في أداء الأدوار وتمثيلها.

## من أعماله

### المسرحيات
- تاجر البندقية

### المسلسلات التلفزية
- مسافر خانة (1982)
- صيف حار (1988)
- وتبقى الارض
- قراءة في دفتر منسي
- أبا وأبناء
- سعيد وسعيدة (1991)
- جمعة في مهب الريح (1993)
- عمان في التاريخ (1995)
- جحا وحمارة (1995)
- الجيران (2002)
- بيتنا الكبير (2003)
- حلم السنين (2003)
- غصات الحنين (2004)
- درايش (2009)
- زينب (2010)
- توين فيلا (2011)
- ومضة فنار (2011)
- إنكسار الصمت (2015)

### المسلسلات الإذاعية
- آمال مبهرة